# Claude Schockert
Claude Pierre Charles Schockert (ur. 26 stycznia 1940 w Foug) – francuski duchowny katolicki, biskup Belfort-Montbéliard w latach 2000-2015.

## Życiorys
Święcenia kapłańskie otrzymał 29 czerwca 1965. Był m.in. profesorem w niższym seminarium w Renémont (1969-1971), rektorem wyższego seminarium w tymże mieście (1971-1974), a także wikariuszem generalnym diecezji Nancy (1994-1999) i administratorem tejże diecezji w latach 1998-2000.
1 marca 2000 papież Jan Paweł II mianował go ordynariuszem diecezji Belfort-Montbéliard. Sakry biskupiej udzielił mu 14 maja 2000 biskup Eugène Lecrosnier. 21 maja 2015 przeszedł na emeryturę, a jego następcą został ogłoszony ksiądz Dominique Blanchet.